# 애산 전투
애문 전투(영어: Battle of Yamen), 애산 전투 또는 애산 해전(중국어 간체자: 崖山海战, 정체자: 厓山海戰)은 1279년 3월 19일 중국 남부 광둥성의 애산에서 벌어진 원나라와 남송의 최후 결전이다. 원나라의 군대가 10배 넘는 병력인 남송의 해군을 격파한 이 전투로 남송은 완전히 멸망했다. 한자 문화권 외에서는 현대의 지명을 딴 야먼 전투(중국어 간체자: 崖门战役, 정체자: 厓門戰役)로 더 알려져 있다.

## 개요
쿠빌라이 칸의 원나라는 1276년 남송의 수도 임안을 함락시켰고, 공종은 항복하였다. 이로써 남송은 사실상 멸망하였다. 그러나 육수부·문천상·장세걸 및 진의중(陳宜中) 등 일부 남송의 유신들은 임안 함락과 동시에 공종의 서형 조하(趙昰)를 황제로 추대하고(남송 단종) 원나라에 대한 저항운동을 계속하였다. 원나라 군대는 이들을 격파하는 한편, 천주의 실력자로 해상교역으로 부를 축적한 포수경을 포섭하여 화남 지방을 지배하에 두게 되었다.
서서히 강남에서 광동으로 밀려난 옛 남송군은 병사한 단종의 후임으로 동생인 조병(趙昺)을 황제로 옹립하니, 이가 남송 소제이다. 이후 선단으로 해상을 떠돌며 저항을 계속하여 현재의 홍콩 주변에 있던 애산(崖山)이라는 아무것도 없던 섬에 요새와 행궁(行宮)을 구축하고 철저항전의 의지를 보였다. 한편 원나라군은 포수경으로부터 선박 및 숙련된 선원을 제공받게 되어, 약했던 해상에서도 남송군과 대등한 전투 능력을 가지게 되었다.
원나라측의 기록에 의하면 옛 남송 함대는 1,000척의 대형 선박을 모두 한데 묶어서 화공 대책으로 선체 외장에 진흙을 칠하고 적이 가까이 오지 못하게 긴 목재를 묶어서 붙여놓아 방어망을 만들어 기름을 이용해 화공을 가하려는 원나라군을 물리쳤다.
그러나 1279년 2월, 기나긴 소모전에 피로가 쌓인 옛 남송군은 패주하였다. 이것에 절망한 많은 신하들과 간부들이 차례로 물에 뛰어들었고, 그 와중에 육수부는 배안에서 어린 황제에게 경전인 대학을 강의하였다. 그러나 3월 19일 저녁쯤 패배를 깨달은 그는 소제를 안고 물에 뛰어들었다. 이것을 기점으로 전투는 종결되었고, 원나라군의 승리가 확정되었다.

## 그 후
송사에 의하면 일주일 뒤, 약 10만여 구의 시신이 해상으로 떠올랐다 한다.
육상에서 저항운동을 벌이던 문천상은 이 전투 이전인 1278년에 원나라의 포로가 되어 대도(지금의 북경)로 압송되었다. 원나라는 뛰어난 문인이던 그를 등용하기 위하여 설득을 여러 번 하였으나, 그는 완강하게 거부하고 옥중에서 정기가(精氣歌, 정기의 노래)를 읊었고, 1283년에 처형되었다. 이로써 원나라는 중국 통일을 완수하였다.
이후 해당 전투에서 살아남은 남송의 유민 진공(陳公, 이름은 전해지지 않는다. 명나라 건국 이후 양왕(揚王)에 추봉)의 외손자이자 주오사의 아들 주원장이 다시금 원나라를 몰아내고 명나라를 건국하게 된다.

## 같이 보기
- 쿠빌라이 칸